# 对耳舌唇兰
对耳舌唇兰（学名：Platanthera finetiana）为兰科舌唇兰属下的一个种。

## 扩展阅读
- 維基物種上的相關：对耳舌唇兰